# 104 (nombre)
Cet article concerne le nombre 104. Pour les années, voir 104 et 104 av. J.-C. Pour les lignes de transports en commun voir Ligne 104 . Pour la voiture, voir Peugeot 104.
Le nombre 104 (cent-quatre ou cent quatre) est l'entier naturel qui suit 103 et qui précède 105.

## En mathématiques
Cent-quatre est :
- le 5e nombre semi-parfait primitif ;
- le nombre minimum de segments du plan euclidien, pour que ceux-ci soient exactement quatre à se toucher à chaque sommet ;
- le 17e nombre refactorisable ;
- le nombre de diagonales d'un hexadécagone.

## Dans d'autres domaines
Cent-quatre est :
- le numéro atomique du rutherfordium,
- le numéro de la sourate Al-Humaza dans le Coran,
- le numéro Messier de la galaxie spirale M104 ou « galaxie du Sombrero »,
- le numéro du colorant alimentaire de synthèse E104 appelé « jaune de quinoléine »,
- le numéro de l'autoroute française A104, un tronçon de la Francilienne,
- le n° de modèle de l'avion Tupolev Tu-104,
- le « 104 » : au 104 de la rue de Vaugirard, à Paris, se trouvait un internat des pères maristes qu’ont fréquenté notamment François Mitterrand, Pierre Bénouville, Jean Guitton, André Bettencourt, Claude Roy et Édouard Balladur,
- le Cent Quatre (établissement culturel), un établissement artistique de la ville de Paris situé 104, rue d'Aubervilliers,
- le numéro des bases aériennes Dugny-Le Bourget et Al Dhafra,
- le numéro du studio 104 de Radio France à Paris.
- le numéro de la tour 104 à Shibuya dans l'animé et jeu-vidéo The World Ends with You